# Protaetia tomiana
Protaetia tomiana är en skalbaggsart som beskrevs av Moser 1914. Protaetia tomiana ingår i släktet Protaetia och familjen Cetoniidae. Inga underarter finns listade i Catalogue of Life.